# 5322 Ghaffari
5322 Ghaffari è un asteroide della fascia principale. Scoperto nel 1986, presenta un'orbita caratterizzata da un semiasse maggiore pari a 2,8611534 au e da un'eccentricità di 0,0081581, inclinata di 3,28893° rispetto all'eclittica.